# Список умерших в 1924 году
В этой статье представлен список известных людей, умерших в 1924 году.
- См. также: Категория:Умершие в 1924 году

## Январь
- 4 января — Отто Фрейман (74) — Генерал-майор участник боевых действий против Турции.
- 21 января — Владимир Ульянов (Ленин) (53) — российский и советский политический и государственный деятель, революционер, создатель партии большевиков, один из организаторов и руководителей Октябрьской революции 1917 года, основатель Советского государства.
- 22 января — Николай Ермолов (70) — русский генерал, военный агент в Великобритании.
- 24 января — Михаил Родзянко (64) — русский политический деятель, лидер партии Союз 17 октября («октябристов»), камергер (1899), действительный статский советник (1906).

## Февраль
- 3 февраля — Томас Вудро Вильсон (67) — 28-й Президент США (1913—1921), лауреат Нобелевской премии мира (1919).
- 11 февраля — Дмитрий Кайгородов (77) — русский лесовод, специалист в области лесной технологии, орнитологии, педагог и популяризатор естествознания, «отец» русской фенологии, почётный профессор Санкт-Петербургского лесного института.
- 12 февраля — Ольга Басараб (34) — активистка украинского национального движения.
- 21 февраля — Вячеслав Грибовский (56) — русский юрист и писатель.
- 23 февраля — Леонид Войшин-Мурдас-Жилинский (62) — российский военный деятель, генерал-лейтенант.

## Март
- 22 марта — Луи Деллюк (33) — французский кинорежиссёр, сценарист и кинокритик.

## Апрель
- 1 апреля — Стэнли Роули (43) — австралийский легкоатлет.
- 7 апреля — Андрей Андреев (68) — русский контр-адмирал, участник русско-японской войны.
- 12 апреля — Генри Гиффорд — английский шахматист, мастер.
- 14 апреля — Василий Павлов(70) — российский миссионер и проповедник, один из основателей и первых руководителей Союза баптистов России.
- 17 апреля — Богдо-гэгэн VIII (54 или 55) — последний хан Монголии.
- 23 апреля — Павел Новгородцев (58) — юрист, философ, общественный и политический деятель, историк.
- 27 апреля — Николай Андрусов (62) — русский геолог, стратиграф, минералог, палеонтолог.
- 30 апреля — Фёдор Бухгольц (51) — миколог, профессор Рижского политехнического института.

## Май
- 3 мая — Николай Михновский — украинский политический и общественный деятель.
- 4 мая — Эдит Несбит (65) — английская писательница и поэтесса.
- 7 мая — Юрий Лутовинов — рабочий-металлист, революционер, профсоюзный деятель.
- 10 мая — Джордж Кеннан — американский журналист, путешественник, писатель.
- 19 мая — Вахтанг Мчеделов (39) — российский режиссёр и театральный педагог.
- 20 мая — Иосиф Тимченко — российский механик-изобретатель украинского происхождения.
- 22 мая — Виктор Ногин (46) — российский профессиональный революционер, советский партийно-государственный деятель; мыслитель философии марксизма.
- 31 мая — Константин Горский (64) — польский композитор, скрипач-виртуоз, педагог, дирижёр.

## Июнь
- 3 июня — Франц Кафка (40) — чешский (немецкоязычный) философ и писатель.
- 14 июня — Арип Танирбергенов (68) — казахский поэт, просветитель.
- 19 июня — Конни Циллиакус (68) — финский авантюрист, писатель, революционер и политик.
- 23 июня — Александр Раевский (52) — российский учёный, конструктор паровозов.
- 26 июня — Валентина Серова — русский композитор, музыкальный критик, общественный деятель.
- 30 июня — Якоб Исраэль де Хаан — еврейский политический деятель в подмандатной Палестине, уроженец Нидерландов.

## Июль
- 18 июля — Павел Павлов (32) — советский военачальник, участник первой мировой и гражданской войны.
- 19 июля — Павел Рябушинский (53) — российский предприниматель, банкир, старообрядец, представитель династии Рябушинских.
- 30 июля — Артур Маккейб (37) — австралийский регбист и игрок в регбилиг, чемпион летних Олимпийских игр 1908 года.

## Август
- 2 августа — Николай Василько (56) — украинский общественный и политический деятель, дипломат.
- 3 августа — Джозеф Конрад (66) — английский писатель, поляк по происхождению.
- 11 августа — Альберт Бахрих (50) — австрийский скрипач.
- 12 августа — Станислав Дембицкий (57) — польский художник, книжный иллюстратор и педагог.
- 12 августа — Николай Томин (37) — советский военачальник, участник Гражданской войны.
- 15 августа — Юлиус Дайнингер (72) — австрийский архитектор.
- 16 августа — Поликсена Соловьёва (57) — русская поэтесса и художница.
- 17 августа — Павел Урысон (26) — советский математик.
- 28 августа — Йиндржих Йиндржишек (67) — купец второй гильдии.

## Сентябрь
- 1 сентября — Гаджи Тагиев — азербайджанский миллионер и меценат.
- 10 сентября — Ева Май (22) — австро-немецкая киноактриса.
- 29 сентября — Вилли Бардас (37) — австрийский пианист и музыкальный педагог.

## Октябрь
- 2 октября — Алексей Сапунов (73) — российский историк, краевед, археолог. Автор работ по истории, археологии и краеведению Белоруссии, принадлежал к кругу западноруссистов.
- 4 октября — Владимир Репман — русский советский инженер, филателист, первый председатель правления Всероссийского общества филателистов.
- 9 октября — Валерий Брюсов (50) — русский поэт, прозаик, драматург, переводчик, литературовед, литературный критик и историк, один из основоположников русского символизма.
- 12 октября — Анатоль Франс (80) — французский писатель и литературный критик.
- 20 октября — Александр Горский (53) — русский балетмейстер, заслуженный артист Императорских театров.
- 29 октября — Пётр Веригин (65) — руководитель значительной части верующих-духоборов в Российской империи и Канаде в 1887—1924 годах.

## Ноябрь
- 4 ноября — Вячеслав Грушецкий — дворянин, инициатор создания Ваныкинской больницы и первый её главврач, врач семьи графа Л. Н. Толстого.
- 8 ноября — Александр Браудо (59) — российский историк, библиограф.
- 11 ноября — Иван Сараджишвили (45) — грузинский советский певец (лирико-драматический тенор), народный артист Грузинской ССР.
- 14 ноября — Климентей Ганкевич — украинский филолог, лингвист.
- 29 ноября — Фрэнсис Элиза Бёрнетт (75) — англо-американская писательница.
- 29 ноября — Джакомо Пуччини (65) — итальянский оперный композитор, признаваемый лучшим из так называемых «веристов».

## Декабрь
- 2 декабря — Казимерас Буга (45) — литовский языковед, профессор-филолог, исследователь литовского языка.
- 4 декабря — Уильям Эллисон-Макартни (72) — британский и австралийский политический деятель, 11-й губернатор Тасмании.
- 7 декабря — Николай Толвинский — российский и польский архитектор, академик архитектуры.
- 9 декабря — Иван Крыжановский — российский физиолог, композитор и музыковед.
- 10 декабря — Георгий Бурджалов (55) — советский армянский актёр и режиссёр.
- 12 декабря — Александр Парвус (57) — деятель российского и германского социал-демократического движения, теоретик марксизма, публицист, доктор философии.
- 15 декабря — Давид Ноймарк (58) — еврейский религиозный философ, доктор философии.
- 20 декабря — Джордж Бьюкенен (70) — британский дипломат, посол Великобритании в России в годы Первой мировой войны.
- 22 декабря — Пётр Баранов (81) — русский военачальник, генерал от кавалерии.
- 24 декабря — Юлий Клевер (74) — российский живописец, график.
- 27 декабря — Уильям Арчер (68) — шотландский писатель, театральный критик и реформатор английской орфографии.
- 28 декабря — Леон Бакст (58) — русский художник, сценограф, книжный иллюстратор, мастер станковой живописи и театральной графики, один из виднейших деятелей объединения «Мир искусства» и театрально-художественных проектов Сергея Дягилева.
- 29 декабря — Вера Крыжановская (67) — русская романистка.